# Fólio
Das Fólio, offiziell FOLIO – Festival Literário Internacional de Óbidos, ist ein internationales Literaturfestival in Portugal. Es findet seit 2015 alljährlich im Oktober in der mittelalterlichen Kleinstadt Óbidos in Mittel-Portugal statt.
Das Festival ist in Kategorien unterteilt und bietet neben Lesungen, Autorentreffen und Präsentationen neuer Veröffentlichungen auch eine Vielzahl ergänzender Veranstaltungen, darunter Filme mit Literaturbezug, pädagogische und inklusive Programmpunkte, Sektionen für Graphic Novels, Mangas und Comics, für Kinder- und Jugendliteratur, für Illustrationen, für technische Aspekte u. a. Eine Reihe Podiumsdiskussionen mit Autoren, Verlegern, Illustratoren, Kritikern und Journalisten begleiten jede Festivalausgabe, die unter einem jährlich wechselnden Themenschwerpunkt steht (2022 etwa war dies die Macht, port. Poder). Die Veranstaltungen finden in Museen, Läden, Kirchen, Schulen, Gärten, Parks, der Bibliothek und den Buchhandlungen des Ortes statt (2022 waren es 25 Veranstaltungsorte, darunter einige temporär für das Festival eingerichtete).

## Geschichte

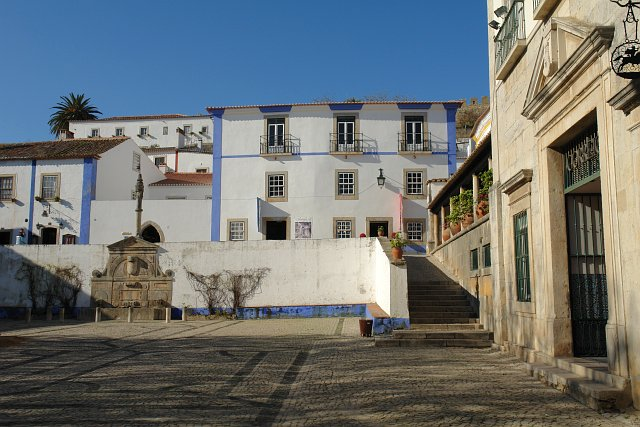
Die Stadtbibliothek Biblioteca Municipal de Óbidos in der historischen Ortsmitte, einer der Veranstaltungsorte des Fólio

Die Stadtverwaltung von Óbidos setzte, in Zusammenarbeit mit der im Lissabonner Kreativzentrum LX Factory beheimateten Buchhandlung Ler Devagar (portugiesisch für: Langsam Lesen), im Jahr 2013 ihr Projekt Óbidos – Vila Literária (portugiesisch für: Óbidos – Literarische Stadt) um. Im Rahmen der vielfältigen Initiativen des Programms fand 2015 dann erstmals das Literaturfestival Fólio statt. Es soll neben den üblichen Zielen eines Literaturfestivals auch dem portugiesischen Buchhandel helfen, die jüngeren Generationen vom Lesen begeistern und neue Besucherkreise für die Kleinstadt erschließen. Im gleichen Jahr ernannte die UNESCO Óbidos zur Literaturstadt UNESCO City of Literature, seither führt Óbidos diese Auszeichnung.

## Organisation

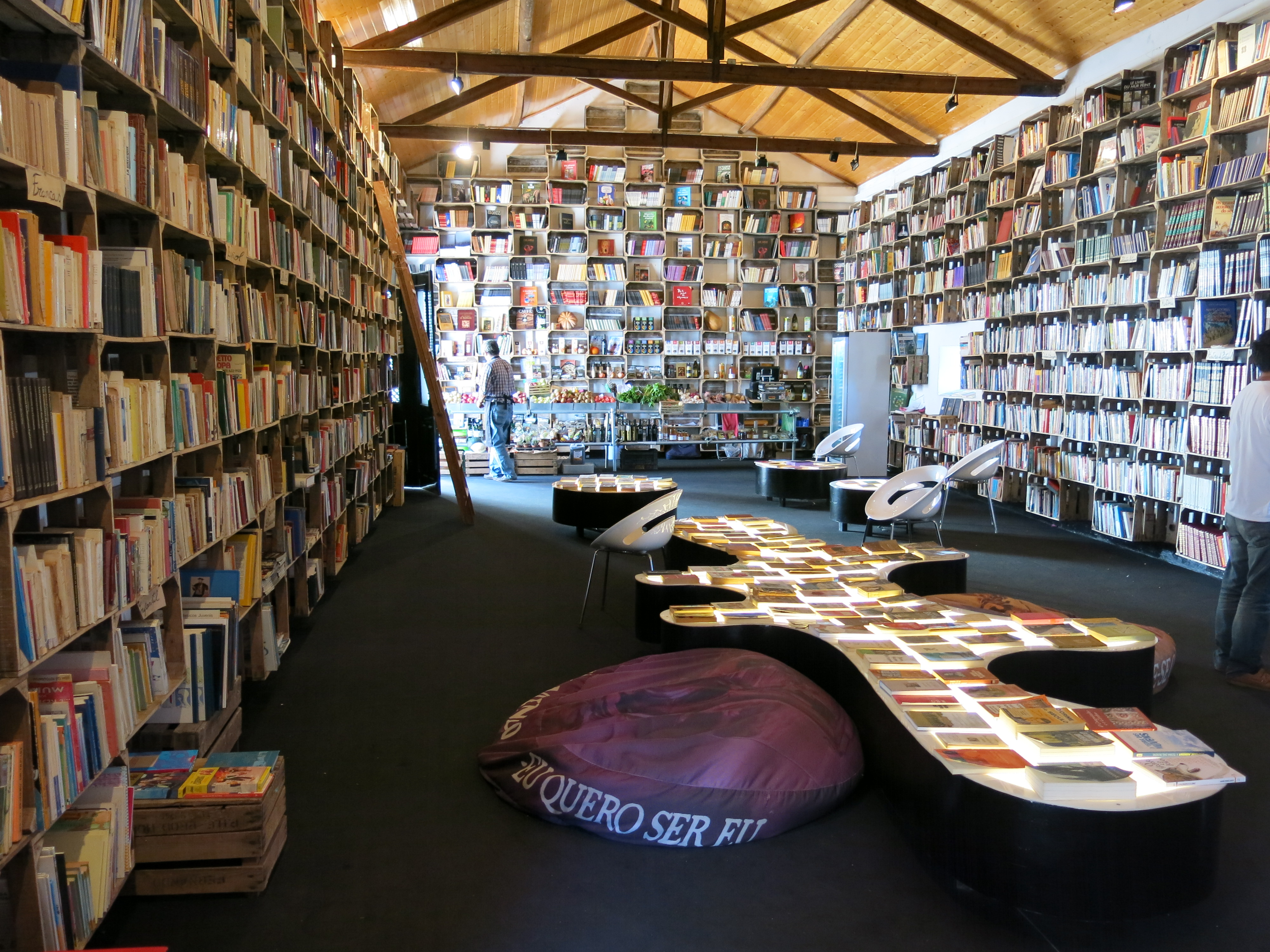
In der Livraria do Mercado Biológico. Der Buch- und Bioladen in Óbidos ist einer der Veranstaltungsorte des Fólio.

Das Festival wird vom Kulturbüro der Kreisstadt Óbidos, von der Buchhandlung Ler Devagar, von der städtischen Kreativagentur Óbidos Creativa und von der staatlichen Erholungs- und Kultureinrichtung Inatel ausgerichtet, mit zusätzlicher finanzieller Unterstützung durch die öffentliche Tourismusförderung Visit Portugal, verschiedene Stiftungen und Unternehmen, die Genossenschaftsbank Crédito Agrícola, die brasilianische Botschaft, die Zeitung Pùblico (auch Medienpartner), u. a., dazu bestehen Partnerschaften mit zahlreichen öffentlichen Institutionen, privaten Verlagshäusern und anderen Initiativen.

## Autoren und Moderatoren
Eine Vielzahl Autoren aus Portugal, dem portugiesischen Sprachraum und aller Welt waren schon beim Fólio zu Gast. Auch portugiesische und internationale Journalisten, Verleger oder Kritiker sind hier regelmäßig zu Gast, etwa als Moderatoren von Lesungen, Präsentationen und Diskussionsrunden, und auch mit der Literatur verbundene Musiker, Fotografen, Intendanten und andere Kulturschaffende werden gelegentlich eingeladen.
Beim 7. Fólio, das vom 6. bis zum 16. Oktober 2022 stattfand, waren etwa darunter Namen wie:
- Olga Tokarczuk (Polen, Lit.-Nobelpreis 2018)
- Zeruya Shalev (Israel)
- Daniel Blaufuks (Portugal/Polen)
- Paul Mason (England)
- Mariana Mortágua (Portugal)
- Sérgio Godinho (Portugal)
- Hernan Díaz (Spanien)
- Manuel Vilas (Spanien)
- Mia Couto (Mosambik)
- Danuta Wojciechowska (Kanada/Portugal)
- Francisco José Viegas (Portugal)
- Francisco Assis (Portugal)
- Isabel Castanheira (Portugal)
- André Gago (Portugal)
- Gonçalo M. Tavares (Portugal)
- Xosé Ramón Pena (Galizien/Spanien)
- Eduardo Halfon (Guatemala)
- Ana Cristina Pereira (Portugal)
- Natasha Brown (England)
- Katie Kitamura (USA)
- Patrícia Portela (Portugal)
- José Manuel Gameiro (Portugal)
- Alexandre de Sousa (Portugal)
- Afonso Cruz (Portugal)
- Rita Redshoes (Portugal)
- Pedro Lamares (Portugal)
- Joana Bértholo (Portugal)
- Geremias Mendoso (Mosambik)
- José Maria Pimentel (Angola/Portugal)
- Ricardo Araújo Pereira (Portugal)
- Lavinia Braniște (Rumänien)
- Jasna Dimitrijević (Serbien)
- Jeferson Tenório (Brasilien)
- Ondjaki (Angola)
- António de Castro Caeiro (Portugal)
- Matilde Campilho (Portugal)
- Alfredo Cunha (Portugal)
- José Pedro Castanheira (Portugal)
- Arthur Larrue (Frankreich)
- Daniel Munduruku (Brasilien)
- Luísa Costa Gomes (Portugal)
- Kalaf Epalanga (Angola/Portugal)
- Gonçalo Waddington (Portugal)
- Pilar Quintana (Kolumbien)
- Bernardine Evaristo (England)
- Graça Videira Lopes (Portugal)
- Miguel Szymanski (Deutschland/Portugal)
- Fábio Horácio-Castro (Brasilien)
- João Gabriel  Paulsen (Brasilien)
- Djaimilia Pereira de Almeida (Angola/Portugal)
- Joke J. Hermsen (Niederlande)
- Wole Soyinka (Nigeria)
- Valério Romão (Portugal)
- David Baddiel (USA)
- Antonio Prata (Brasilien)
- Ana Cristina Silva (Portugal)
- Pilar del Río (Spanien)
- António Victorino de Almeida (Portugal)
- José Pacheco Pereira (Portugal)
- Nadine Strossen (USA)
- Marina Pálácio (Portugal)